# Hans Lundbergh
Hans Per Nils Jonas Lundbergh, född 6 oktober 1918 i Sankt Matteus församling i Stockholm, död 22 december 2009 i Dals församling i Östergötlands län, var en svensk militär. 
Lundbergh blev officer vid Dalregementet 1941. Åren 1948–1950 var han elev vid Krigshögskolan. Han blev kapten 1949 . Efter att ha befordrats till major  tjänstgjorde han vid Västernorrlands regemente 1960-1962. Han kom åter till Dalregementet 1962 och blev efter befordran till överstelöjtnant 1966 ställföreträdande regementschef och brigadchef för Dalabrigaden. Lundbergh tjänstgjorde från 1969 som avdelningschef på vid Arméstaben och därefter, fram till sin pensionering 1979, som sekreterare i Försvarets Fredsorganisationsutredning.    
Lundbergh skrev eller medverkade i ett antal person-, regements- och hembygdhistoriska publikationer. Han belönades 1993 med Gamla Vadstenas kulturpris.   
Lundbergh utsågs till riddare av Svärdsorden av första klassen 1961och kommendör av Vasaorden 1974.